# Amunicja saperska

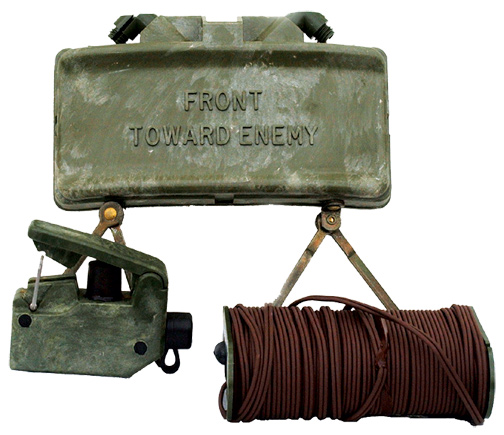
Mina kierunkowa M18A1 Claymore − przykład amunicji saperskiej

Amunicja saperska – miny, ładunki wydłużone, znormalizowane ładunki materiału wybuchowego i stosowane ładunki przy pracach minerskich. Amunicję saperską sporządza się z trotylu i innych materiałów wybuchowych w postaci kostek oraz naboi wiertniczych. Stosowane są również ładunki znormalizowane o większym ciężarze (w opakowaniu metalowym, kartonowym itp.) oraz ładunki kumulacyjne.